# Alerta Kamarada
Alerta Kamarada o simplemente Alerta fue un grupo de música reggae originario de Bogotá, Colombia.

## Historia
El nacimiento de Alerta Kamarada se remonta a 1996, cuando sus integrantes estaban interesados en formar un grupo de ska, que dos años después, experimentó con el reggae. Los fundadores de la banda fueron Felipe López (batería), Pablo Araoz (bajo), Javier Fonseca (voz), Daladier Arismendi (percusión), Jorge Lozano (teclado) y Hernando Zamora (guitarra).
El reconocimiento en el ámbito local los llevó en 2003 a una presentación en la ciudad de Chicago, como parte del concierto en honor a Colombia que se efectuó en la edición de ese año del Latin Film Festival. De esa época data la presentación de su primer demo en la localidad de Puerto Asís (Putumayo) y su primera producción discográfica, el sencillo En lo profundo editado con su sello Natarajah.
El grupo se dio a conocer en la radio colombiana a partir de 2004, cuando lanzaron el álbum Alerta, del que se difundieron las canciones "Legal" y "Motín".
Su reconocimiento entre el público le valió en varias ocasiones ser galardonado por los lectores de la Revista Shock como el mejor grupo de reggae colombiano. Con ese rótulo a cuestas lanzaron en 2006 Somos uno, álbum grabado en Jamaica en cuya producción participó Sly Dunbar.
De ese álbum se dieron a conocer las canciones "Somos uno", "Sonido prendido" (a dúo con Fidel Nadal) y "Princesa". El éxito de este último tema permitió que Somos uno fuera relanzado y distribuido por el sello Universal Music. Para 2009 el grupo lanzó el álbum Kaliente, del que presentaron el videoclip de la canción "Por ti, mamá".
En febrero de 2010 presentaron el álbum Historias de pueblo, del que lanzaron la canción "De donde viene la cumbia". En esta producción participaron como invitados especiales el músico vallenato Alfredo Gutiérrez, Ata, del grupo La Etnnia y Charley Anderson de The Selecter.
Alerta se ha presentó en las ediciones de Rock al Parque de 2003, 2004 y 2007. También compartió tarima con artistas como Alpha Blondie, UB40 y Julian Marley. Luego de su consolidación en la escena de su país, logró presentarse en escenarios de países como Suecia e Italia.
El 4 de agosto de 2014 se conoció la fatal noticia de que Daladier Arismendi, uno de los miembros fundadores, fue asesinado en su lugar de residencia en San Agustín (Huila). Personas cercanas a la investigación señalaron que el músico fue encontrado con dos heridas de arma cortopunzante en su cuerpo y cubierto con una sábana.
El 4 de junio de 2022, Pablo Araoz mediante un comunicado, anuncia su retiro de la banda y el fin de Alerta Kamarada como agrupación musical, tras 25 años de carrera.
Página Web

## Discografía

### Producciones de estudio
- En lo profundo (EP). Natarajah, 2003
- Alerta. Natarajah, 2004
- Khambhineyshan (EP). Natarajah, 2005
- Somos uno. Sum Records, 2006; Universal Music, 2007
- Kaliente. One2 Records, 2009
- Historias de pueblo. One2 Records, 2010
- Made in One2.One2 Records, 2012

### Videoclips
- Legal, 2004
- Somos uno, 2006
- La suerte, 2006
- Princesa, 2007
- Por ti mamá, 2009
- De donde viene la cumbia, 2010
- Guerreros, 2012
- No Me Puedo Rendir, 2012